# Resa i det okända
Resa i det okända (engelska: The Odyssey) är en kanadensisk TV-serie från 1992–1995 som handlar om en kille vid namn Jay som ligger i koma sedan han fallit ner från ett träd. Medan han ligger i koma så drömmer han konstiga drömmar där han upplever ett äventyr i en värld utan vuxna. Han drömmer att han träffar Alpha som är en av hans bästa vänner i verkligheten, och Flash som är hans värsta fiende. Men i drömmen hjälper Flash Jay som en vän med att hitta Jays pappa som varit död i 5 år.
Serien hade svensk premiär i början på 90-talet och gick sedan i repris i sommarlovsprogrammet Salve.

## Rollista i urval
| Illya Woloshyn   | – Jay Ziegler |
| Ashley Rogers    | – Alpha       |
| Tony Sampson     | – Flash       |
| Janet Hodgkinson | – Mrs Ziegler |